# Rivage (Sprimont)
Ne doit pas être confondu avec Rivage (Stavelot).
Rivage (en wallon : Rivadje) est un hameau du village de Sprimont dans la province de Liège (Belgique). Situé exactement à la confluence de l'Ourthe et de 'Amblève (rive droite) le hameau fait administrativement partie de la commune de Sprimont (Région wallonne de Belgique). Avant la fusion des communes de 1977, il faisait partie de la commune de Comblain-au-Pont.

## Situation et description
Rivage se trouve sur la rive droite de l'Amblève juste au niveau de son confluent avec l'Ourthe au lieu-dit Douxflamme (venant du latin Duo flumina signifiant Deux rivières). 
Le hameau est surtout connu pour abriter la gare de Rivage, une halte importante sur la ligne 43, de Liège (Angleur) à Marloie et à l'origine de la ligne 42, Rivage - Gouvy-frontière. Au nord du dernier pont sur l'Amblève, se trouvait l'ancienne gare de Liotte.

## Activités et loisirs
Le hameau compte un camping en rive droite de l'Ourthe.